# 加斗镇
加斗镇，原为加斗乡，是中华人民共和国山西省大同市广灵县下辖的一个乡镇级行政单位。2021年4月，撤乡设镇。

## 行政区划
加斗镇下辖以下地区：
西加斗村、东石门村、西石门村、东加斗村、东河乡村、南加斗村、东姚疃村、西姚疃村、登场堡村、东留疃村、西留疃村、坡岩村、新上恩庄村、张岔村和新下恩庄村。